# Villalba de los Llanos
Villalba de los Llanos ist ein westspanischer Ort und eine Gemeinde (municipio) mit 110 Einwohnern (Stand: 2024) in der Provinz Salamanca in der Region Kastilien und León. Neben dem Hauptort Villalba gehören zur Gemeinde die Ortschaften Cuarto del Medio, Maza de San Pedro, Monte Abajo, Monte Alto und Negrillos sowie die Wüstung Cuarto de Arriba.

## Lage und Klima
Die ca. 835 m hoch gelegene Gemeinde Villalba de los Llanos befindet sich im Süden der altkastilischen Hochebene (meseta). 
Die Stadt Salamanca ist knapp 31 Kilometer in nordöstlicher Richtung entfernt. Das Klima im Winter ist durchaus kühl; die geringen Niederschlagsmengen fallen – mit Ausnahme der nahezu regenlosen Sommermonate – verteilt übers ganze Jahr.

## Bevölkerungsentwicklung
| Jahr      | 1970 | 1981 | 1991 | 2001 | 2011 | 2021 |
| Einwohner | 378  | 242  | 223  | 189  | 157  | 117  |

Der kontinuierliche Bevölkerungsrückgang der Gemeinde basiert im Wesentlichen auf dem Zuzug der durch die Mechanisierung der Landwirtschaft und die Aufgabe bäuerlicher Kleinbetriebe arbeitslos gewordenen Landbevölkerung (Landflucht), die günstigen Wohnraum nahe der Großstadt Salamanca suchte.

## Sehenswürdigkeiten
- Kirche Mariä Himmelfahrt (Iglesia de Nuestra Señora de la Asunción)

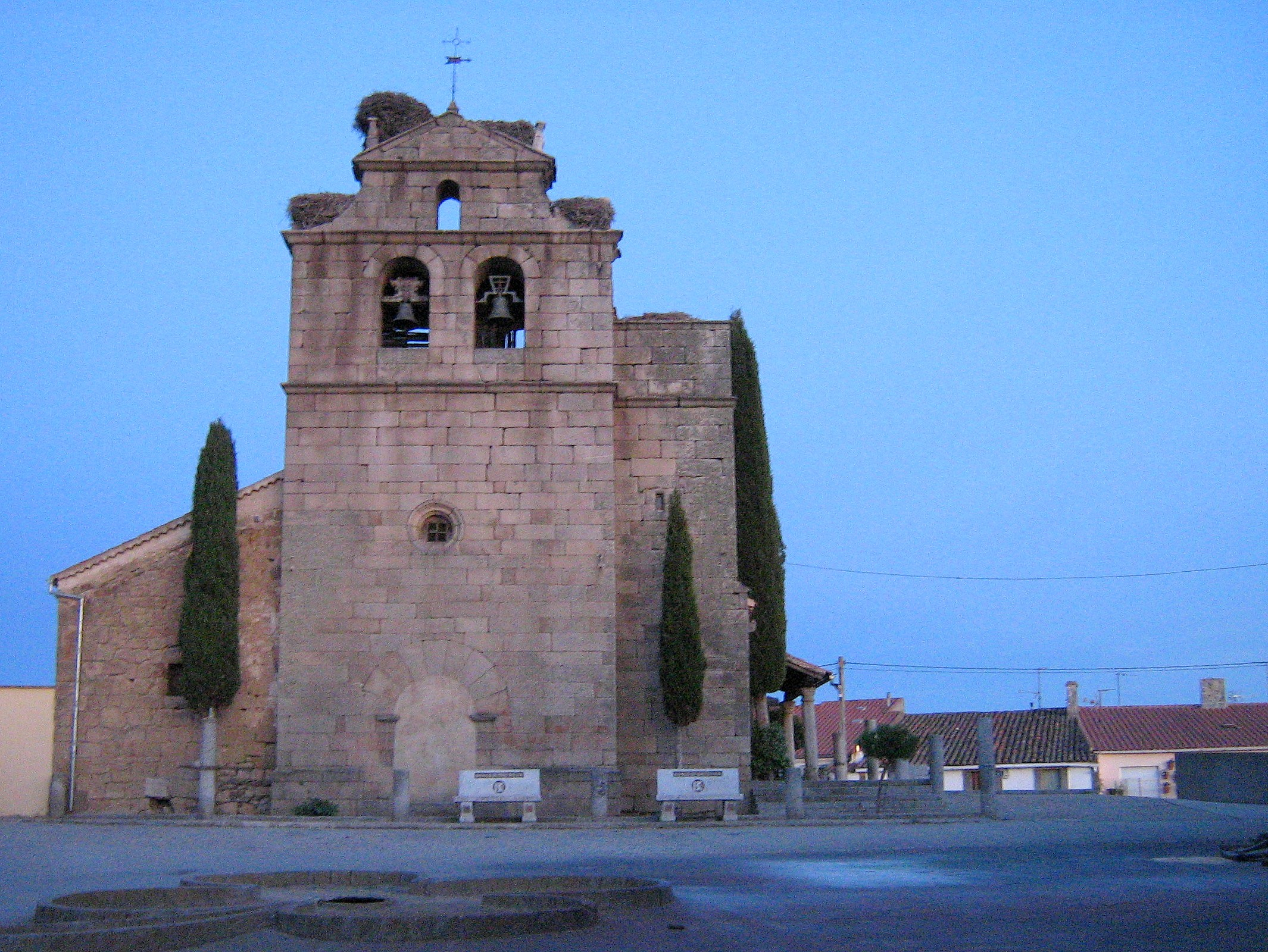
Kirche Mariä Himmelfahrt